# Song Aimin
Song Aimin (chinesisch 宋愛民 / 宋爱民, Pinyin Sòng Àimín; * 7. Februar 1978 in Jizhou) ist eine ehemalige chinesische Leichtathletin, die sich auf den Diskuswurf spezialisiert hat. Ihren größten Erfolg stellt der Gewinn der Bronzemedaille bei den Olympischen Spielen 2008 in Peking dar. Zudem wurde sie zweimal Asienmeisterin und siegte auch bei den Asienspielen.

## Sportliche Laufbahn
Erste internationale Erfahrungen sammelte Song Aimin im Jahr 1997, als sie bei den Juniorenasienmeisterschaften in Bangkok mit einer Weite von 55,84 m die Goldmedaille im Diskuswurf gewann. 2002 nahm sie erstmals an den Asienspielen in Busan teil und gewann dort mit 61,80 m die Silbermedaille hinter der Inderin Neelam Jaswant Singh. Im Jahr darauf trat sie bei den Weltmeisterschaften in Paris an und klassierte sich dort mit 63,84 m im Finale auf dem siebten Platz. Anschließend sicherte sie sich bei den Afro-Asiatischen Spielen in Hyderabad mit 58,41 m die Bronzemedaille hinter Jaswant Singh und ihrer Landsfrau Li Yanfeng. 2004 startete sie bei den Olympischen Sommerspielen in Athen, verpasste dort aber mit 58,19 m den Finaleinzug. 2005 gelangte sie bei den Weltmeisterschaften in Helsinki mit 57,90 m im Finale auf Rang zehn. Anschließend gewann sie bei der Sommer-Universiade in İzmir mit einem Wurf auf 61,74 m die Silbermedaille hinter der Polin Wioletta Potępa und siegte dann mit 65,15 m bei den Asienmeisterschaften in Incheon. Daraufhin siegte sie auch bei den Ostasienspielen in Macau mit 64,32 m. 2006 wurde sie beim IAAF World Cup in Athen mit 61,47 m Dritte hinter der Deutschen Franka Dietzsch und Aretha Thurmond aus den Vereinigten Staaten und anschließend gewann sie bei den Asienspielen in Doha mit 63,52 m die Goldmedaille.
2007 schied sie bei den Weltmeisterschaften in Osaka mit 60,10 m in der Qualifikationsrunde aus und im Jahr darauf nahm sie erneut an den Olympischen Sommerspielen in ihrer Heimat Peking teil und verpasste dort ursprünglich mit 62,20 m im Finaleinzug als Vierte knapp die Medaillenränge. Im Jahr 2016 wurde bei einer nachträglichen Untersuchung die Silbermedaillengewinnerin Yarelys Barrios aus Kuba des Dopings überführt und daher rückte Song auf den Bronzerang nach. 2009 gelangte sie bei den Weltmeisterschaften in Berlin mit 62,42 m im Finale auf den fünften Platz. Anschließend gewann sie bei den Asienmeisterschaften in Guangzhou mit 63,90 m erneut die Goldmedaille. Im Jahr darauf sicherte sie sich bei den Asienspielen ebendort mit 64,04 m die Silbermedaille hinter ihrer Landsfrau Li Yanfeng und im September 2013 bestritt sie bei den Nationalen Spielen in Shenyang ihren letzten offiziellen Wettkampf und beende daraufhin ihre aktive sportliche Karriere im Alter von 35 Jahren.
In den Jahren von 2001 bis 2003 sowie 2008 wurde Song chinesische Meisterin im Diskuswurf.